# Adrian Newey
Adrian Martin Newey, OBE (Stratford-upon-Avon, 26 de dezembro de 1958) é um engenheiro e projetista britânico de Fórmula 1 que atualmente é acionista e sócio-gerente técnico da equipe Aston Martin Aramco. Newey teve sucesso tanto na Fórmula 1 quanto na IndyCar, trabalhando como engenheiro de corrida, aerodinamicista, projetista e diretor técnico.
Em 8 de novembro de 2005, a Red Bull Racing que Newey se juntaria à equipe a partir de fevereiro de 2006. Em 1 de maio de 2024, a Red Bull Racing anunciou que Newey deixaria imediatamente suas atividades diárias em projetos na Fórmula 1, com ele mudando seu foco para o projeto do hipercarro RB17. Newey irá deixar totalmente a empresa no primeiro trimestre de 2025. Em 10 de setembro de 2024, a Aston Martin Aramco anunciou que Newey, que também se tornou acionista da equipe, se juntaria à equipe no início de março de 2025, a tempo para os regulamentos de 2026.
É considerado por parte da imprensa como um dos melhores projetistas de todos os tempos. Sob seu comando foram criados carros como as Williams de Senna (1994), Prost (1993), Mansell (1992), Hill (1996) e Villeneuve (1997), assim como a Mclaren de Mika Hakkinen (1998 e 1999) e as Red Bull de Sebastian Vettel em 2010, 2011, 2012 e 2013 e de Max Verstappen em 2021, 2022, 2023 e 2024.

## Carros projetados por Newey que foram campeões
Abaixo segue a lista de todos os carros projetados por Newey que ganharam o campeonato de construtores:
- 1992 – Williams FW14B
- 1993 – Williams FW15C
- 1994 – Williams FW16
- 1996 – Williams FW18
- 1997 – Williams FW19
- 1998 – McLaren MP4/13
- 2010 – Red Bull RB6
- 2011 – Red Bull RB7
- 2012 – Red Bull RB8
- 2013 – Red Bull RB9
- 2022 – Red Bull RB18
- 2023 – Red Bull RB19